# Харузін Олексій Миколайович
Олексій Миколайович Харузін (29 лютого (12 березня) 1864 — 8 травня 1932) — російський етнограф і антрополог, державний діяч. Бессарабський губернатор, сенатор .

## Біографія

Походив із багатого купецького роду. Брат етнографів Михайла, Миколи та Віри Харузіних.
У 1873—1883 роках навчався в Ревельській гімназії . Закінчив фізико-математичний факультет Московського університету (1889). Здобув ступінь кандидата зоології від Юріївського університету .
За дорученням Імператорського товариства любителів природознавства зробив ряд поїздок: в 1885 році — в Закавказзі ; в 1886 році — в Крим і на Егейське море ; в 1887 і 1888 роках — в киргизький Букеївський степ ; в 1889 році — в Крим і в 1891 році — на Кавказ . За дорученням Імператорського російського географічного товариства відвідав у 1899 році Боснію та Герцеговину . У 1889—1891 роках як секретар антропологічного відділу Імператорського товариства любителів природознавства редагував «Щоденник Антропологічного Відділу».
У 1891 році вступив на службу чиновником особливих доручень при естляндському губернаторі, потім був секретарем селянської комісії, секретарем губернського статистичного комітету та секретарем губернського у селянських справах присутності. Редагував «Временник Естляндської губернії». У 1895 році перейшов до Державної канцелярії . В 1901 році збирав етнографічний матеріал у словенських землях .
У 1902 році призначений керуючим канцелярією віленського генерал-губернатора .
Чини: камергер (1904), дійсний статський радник (1909), на посаді гофмейстера (1908), гофмейстер (1913).
У 1904—1908 роках обіймав посаду Бессарабського губернатора . 11 жовтня 1908 року призначений директором Департаменту духовних справ іноземних сповідань МВС, а в 1911 році — товаришем міністра внутрішніх справ .
14 січня 1913 року призначений сенатором з виробництвом в таємні радники і визначений до присутності в 1-х Загальних зборах Сенату . Того ж року був наданий у гофмейстери. Крім того, був почесним мировим суддею Акерманського повіту . Був обраний почесним громадянином Кишинева, Бендер, Бєльц, Кілії та Рені . У 1908 року центральна вулиця Бендер, колишня Андріївська, було перейменовано на Харузинскую, який пробула до 1918 року.
Після революції 1917 року працював у Тверській губернії на Шатиловській дослідній сільськогосподарській станції, одним із організаторів якої він сам і був. В 1924 році повернувся до Москви, де влаштувався на роботу в Сільськогосподарський політехнікум автором-викладачем в садово-городнє відділення.
У 1927 році Олексій Миколайович був заарештований ГПУ . Через деякий час без висунення звинувачень відпущено. Працював консультантом у Сільгоспгізі у Москві. 21 лютого 1931 року вдруге заарештований разом із сином Всеволодом за звинуваченням у антирадянській агітації . 3 квітня 1932 року постановою Особливої наради при колегії ОГПУ засуджено за статтею 58-10 КК РРФСР до висилки на 3 роки. Помер 8 травня 1932 року від серцевої недостатності у лікарні при Бутирському ізоляторі .

М. М. Керімова та О. Б. Наумова пишуть, що:
Дружина А. н. Харузіна під час його арешту представляла в ОГПУ документи, які свідчать, що він «найсуворішими заходами не допустив єврейського погрому» під час свого губернаторства. Всеволод Харузін, який мужньо захищав свого батька на суді, сказав, що він пишається ним, що всі звинувачення проти батька спеціально підтасовані, що він був науковцем за покликанням і займався лише наукою до останнього дня перед арештом.
Після цього Всеволода Харузіна визнали «закоренілим контрреволюціонером» і засудили до 10 років ув'язнення у таборах. У 1937 році він був розстріляний.

## Родина
Був одружений з дочкою контр-адмірала баронеси Наталії Василівни фон-дер-Ховен (нар. 1869). Їхні сини:
- Мстислав (1893—1920), поручик. У 1920 році, будучи співробітником відділу пропаганди при російському посольстві в Константинополі, скоїв вбивство одного з лідерів Білого руху на Півдні Росії генерал-лейтенанта Івана Романовського .
- Олег (1899—1928), випускник Тенішевського училища, орнітолог, навчався в МДУ у С. І. Огнева, закінчив університет в 1925 році, помер у Москві, похований на Новодівичому кладовищі[2] . З. І. Огнів після смерті учня одружився з його вдовою Інною Євграфівною.
- Всеволод (1907—1937), в 1930-і роки був співробітником московської французької газети «Журналь де Моску». В 1935 році репресований, в 1937 році розстріляний[3] .

## Нагороди
- Найвища подяка (1901)
- Високе благовоління (1903)
- Найвища подяка (1905)
- Орден святого Володимира 4 ст. (1907)
- Орден святого Станіслава 1 ст. (1912)
- медаль «На згадку царювання імператора Олександра III»
- медаль «На згадку про коронацію Імператора Миколи II»
- Медаль "На згадку про 100-річчя Вітчизняної війни 1812 р. "
- медаль «На згадку про 300-річчя царювання будинку Романових»

Іноземні:
- болгарський орден «За громадянські заслуги» 2-й ст. (1907)
- бухарський орден Золотої Зірки з алмазами (1910)